# Autoroute A40 (Portugal)
Pour les articles homonymes, voir A40.
L'autoroute portugaise A40 est une courte autoroute de 4 km de la région lisboète, qui permet de relier Olival Basto et l  (CRIL) à l' (CREL).
Cette autoroute est gratuite (concessionnaire: Aenor).

## Historique des tronçons
| Tronçon               | État (2010)                                        | km  |
| --------------------- | -------------------------------------------------- | --- |
| Olival Basto - (CREL) | En service depuis 1998 (Concession: Grande Lisboa) | 3,9 |

## Capacité
| Section | Capacité | Longueur |
| ------- | -------- | -------- |
|         |          | 4 km     |

## Itinéraire
| Sorties | Villes                                                      |
| ------- | ----------------------------------------------------------- |
| 01      | Olival Basto Lisbonne IC 22 Sacavém (CRIL) / Amadora (CRIL) |
| 02      | Santo António dos Cavaleiros Póvoa de Santo Adrião          |
| Sortie  | Caneças Loures                                              |
|         | Oeiras (CREL) Loures (CREL)                                 |